# 헬's 키친
《헬's 키친》(영어: Hell's Kitchen)은 고든 램지가 진행하는 미국의 리얼리티 프로그램이다. 동명의 영국 텔레비전 프로그램을 바탕으로 하고 있으며, 폭스에서 방영되고 있다.
현재 시즌20까지 방영되었으며, 2022년 2월 1일 시즌21과 22가 확정되었다.

## 시즌 정보
| 시즌 | 에피소드 수 | 방영기간                           | 우승자                | 참가자 수 | 우승자 혜택                                               |
| ---- | ----------- | ---------------------------------- | --------------------- | --------- | --------------------------------------------------------- |
| 1    | 10          | 2005년 5월 30일 ~ 2005년 8월 1일   | 마이클 레이           | 12        | LA 타투스 레스토랑 총주방장                               |
| 2    | 11          | 2006년 6월 12일 ~ 2006년 8월 14일  | 헤더 웨스트           | 12        | 라스베이거스 테라 로사 레드락 리조트 총주방장             |
| 3    | 11          | 2007년 6월 4일 ~ 2007년 8월 13일   | 로만 록 하퍼          | 12        | 네바다주 테라 베르데 그린벨리 랜치 총주방장               |
| 4    | 15          | 2008년 4월 1일 ~ 2008년 7월 8일    | 크리스티나 머캐머     | 15        | LA 런던 웨스트 할리우드 총주방장                          |
| 5    | 15          | 2009년 1월 29일 ~ 2009년 5월 14일  | 대니 벨트리           | 16        | 애틀랜틱시티 포르넬레토 레스토랑 총주방장                 |
| 6    | 15          | 2009년 7월 21일 ~ 2009년 10월 13일 | 데이브 레비           | 17        | 휘슬러 Araxi 레스토랑 총주방장                            |
| 7    | 15          | 2010년 6월 1일 ~ 2010년 8월 10일   | 할리 우갈드           | 16        | 런던 사보이 호텔 사보이 그릴 총주방장                     |
| 8    | 15          | 2010년 9월 22일 ~ 2010년 12월 15일 | 노나 시블리           | 16        | LA JW 메리어트 호텔 LA 마켓 총주방장                      |
| 9    | 16          | 2011년 7월 18일 ~ 2011년 9월 19일  | 폴 니더만             | 18        | 뉴욕 BLT Steak 총주방장                                   |
| 10   | 20          | 2012년 6월 4일 ~ 2012년 9월 10일   | 크리스티나 윌슨       | 18        | 패리스 라스베이거스 고든램지 스테이크 총주방장            |
| 11   | 22          | 2013년 3월 12일 ~ 2013년 7월 25일  | 쟈넬 위트             | 20        | 시저스 팰리스 펍 앤 그릴 총주방장                         |
| 12   | 20          | 2014년 3월 13일 ~ 2014년 7월 24일  | 스콧 커밍스           | 20        | 시저스 팰리스 펍 앤 그릴 총주방장                         |
| 13   | 16          | 2014년 9월 10일 ~ 2014년 12월 17일 | 라 타샤 매커천        | 18        | 시저스 애틀랜틱 시티펍 앤 그릴 총주방장                   |
| 14   | 16          | 2015년 3월 3일 ~ 2015년 6월 9일    | 메건 길               | 18        | 시저스 애틀랜틱 시티펍 앤 그릴 총주방장                   |
| 15   | 16          | 2016년 1월 15일 ~ 2016년 4월 29일  | 아리엘 말론           | 18        | 라스베이거스 BLT Steak 총주방장                           |
| 16   | 16          | 2016년 9월 24일 ~ 2017년 2월 3일   | 킴벌리앤 라이언       | 18        | 베니션 라스베이거스Yardbird Southern Table & Bar 총주방장 |
| 17   | 16          | 2017년 9월 29일 ~ 2018년 2월 2일   | 미셸 트리블           | 16        | 시저스 팰리스 헬스키친 레스토랑 총주방장                  |
| 18   | 16          | 2018년 9월 28일 ~ 2019년 2월 8일   | 아리엘 콘트레라스폭스 | 16        | 시저스 팰리스 헬스키친 레스토랑 총주방장                  |
| 19   | 16          | 2021년 1월 7일 ~ 2021년 4월 22일   | 코리 서튼             | 18        | 타호호 헬스키친 레스토랑 총주방장                         |
| 20   | 16          | 2021년 5월 31일 ~ 2021년 9월 13일  | 트렌턴 가비           | 18        | 패리스 라스베이거스 고든램지 스테이크 총주방장            |
| 21   | 미정        | 미정                               | 미정                  | 미정      | 미정                                                      |
| 22   | 미정        | 미정                               | 미정                  | 미정      | 미정                                                      |